# Didymella bryoniae
De bladvlekkenziekte Didymella bryoniae (teleomorf) en Stagonosporopsis cucurbitacearum (synoniem: Phoma curcurbitacearum) (anamorf) is een schimmelziekte die behoort tot de familie Didymellaceae van de Ascomyceten. De schimmel tast komkommerachtigen (Cucurbitaceae), zoals courgette, komkommer en meloen aan. Didymella bryoniae is een kosmopoliet. In de subtropen komt de schimmel veel voor en in de gematigde klimaten vooral in kassen. De schimmel tast de plant aan bij temperaturen van 7–29,5 °C. Bij 24 °C ligt het optimum, bij 29,5 °C kan de schimmel nog maar net overleven. Een volledige ontwikkeling inclusief een seksuele vindt alleen plaats bij een temperatuur van 20–28 °C. In het laboratorium is de schimmel te kweken op een voedingsbodem van tarwemeel met agar of mout met agar.
Didymella bryoniae heeft een geslachtelijke (teleomorf) en een ongeslachtelijke (anamorf) levenscyclus. Bij de seksuele voortplanting worden er in dubbelwandige (bitunicate) asci ascosporen gevormd en bij de vegetatieve vermeerdering conidiosporen in pycnidiën.

## Geslachtelijke fase
Bij Didymella bryoniae wordt een ascocarp gevormd bestaande uit in elkaar gevlochten hyfen. Het ascocarp bestaat uit een 140–200 micrometer groot pseudotheciëum met aan de bovenkant een kleine opening. Het pseudothecium is rond, donker tot zwart gekleurd en ligt verzonken in het plantenweefsel van stengels, bladeren en vruchten. Aan het oppervlak zit een tot 30 micrometer grote, conische verhoging, waarop de 30–55 micrometer grote opening (ostiole) zit.
|  |

De wand van het pseudothecium is aan de zijkanten en de basis verdikt. De wand is aan de bovenzijde 18 -21 micrometer dik, aan de zijkant 20–30 micrometer en aan de basis 25–40 micrometer. De wand bestaat uit twee lagen: een buitenlaag van 4–6 lagen, bruine tot donkerbruine, hoekige cellen en een binnenlaag bestaande uit 2–5 (aan de basis meer) lagen doorschijnende, hoekige cellen. De grootste wandcellen zijn ongeveer 10 micrometer groot, die aan de bovenkant en die bij de binnenlaag aan de basis zijn kleiner.
In het pseudothecium zitten meerder asci, waarin de ascosporen gevormd worden. Bij Didymella bryoniae zijn de asci cilindrisch of meer knotsvormig. Ze zijn ongesteeld of hebben een korte steel en zijn recht of gebogen. Ze zijn 60–90 micrometer lang en 10–15 micrometer breed.
De dubbelwandige asci hebben een dunne, brosse buitenwand en een dikke, elastische binnenwand, Zodra de ascosporen rijp zijn scheurt de buitenwand en kan de binnenwand water opnemen. Vervolgens zwellen de ascus en de ascosporen op en worden ze door de ostiole uit het ascocarp gedrukt en komen de ascosporen na elkaar in de buitenlucht, waarna ze zich met de wind verspreiden.
Naast de asci komen in de pseudothecien ook pseudoparafysen voor, die samen met de asci het hymenium van de schimmel vormen. De pseudoparafysen zijn lange, steriele organen, die tussen de asci staan. Bij Didymella bryoniae zijn ze doorzichtig en hebben aan het eind een septum (een sterke verdikking van de celwand). Ze staan 3–10 micrometer uit elkaar en zijn 2,5–4 micrometer dik. In tegenstelling tot andere soorten blijven de pseudoparafysen van Didymella bryoniae gedurende de gehele tijd aanwezig.
In elke ascus zitten acht ascosporen, die in twee rijen (biseriaat) naast elkaar zitten. De 14–18 × 2–6 micrometer grote ascosporen zijn ovaal of bijna omgekeerd eirond, recht of gebogen en hebben een gladde wand. De cellen bevatten kleine druppels olie.

## Ongeslachtelijke fase
In het aangetaste plantenweefsel is meestal de ongeslachtelijke fase aanwezig, bekend onder de naam Stagonosporopsis cucurbitacearum (synoniem: Phoma curcurbitacearum). De vruchtlichamen van deze fase worden pycnidiën genoemd. Ze zitten alleen of bij elkaar op stengels, bladeren en vruchten van de aangetaste plant. Ze zijn donkerbruin, rond of onregelmatig rond en liggen diep in het plantenweefsel. De doorsnede van een pycnidium is 80–380 micrometer. De wand bestaat uit 2–4 lagen geelbruine cellen, waarvan de wanden van de buitenste cellaag verdikt zijn. Het oppervlak is glad met naar buiten groeiende hyfen. Elk pycnidium heeft een, soms twee, openingen (ostiolen), die gedurende de rijping nekvormig uitgroeien. In het pycnidium zitten dicht op elkaar conidiogene cellen, die de conidiën vormen. De conidiogene cellen zijn wit of iets geelbruin. De conidiën van Didymella bryoniae zijn zeer variabel van vorm. Ze kunnen cilindervormig, rond, bijna rond of ovaal, recht of gebogen zijn. Kleinere conidiën hebben geen tussenwand, de grotere wel. Heel soms komen twee tussenwanden voor. De doorschijnende conidiën zijn 6–13 micrometer × 2–4,5 micrometer groot.

## Levenscyclus
Conidiën of ascosporen kunnen op een waardplant kiemen met een kiemhyfe. Infectie ontstaat meestal op een beschadiging van de plant. Daarna wordt er een mycelium gevormd. Bij voldoende voedselaanbod worden er pycnidiën gevormd en komen nieuwe conidiën vrij.
Als twee passende hyfen elkaar ontmoeten begint de seksuele cyclus. Bij Didymella bryoniae vindt vaak zelfbevruchting plaats, dat homothallisch wordt genoemd Na de paring wordt een pseudothecium gevormd en komen nieuwe ascosporen vrij. De pseudotheciën kunnen tot twee jaar in de grond overleven.

## Schadebeeld

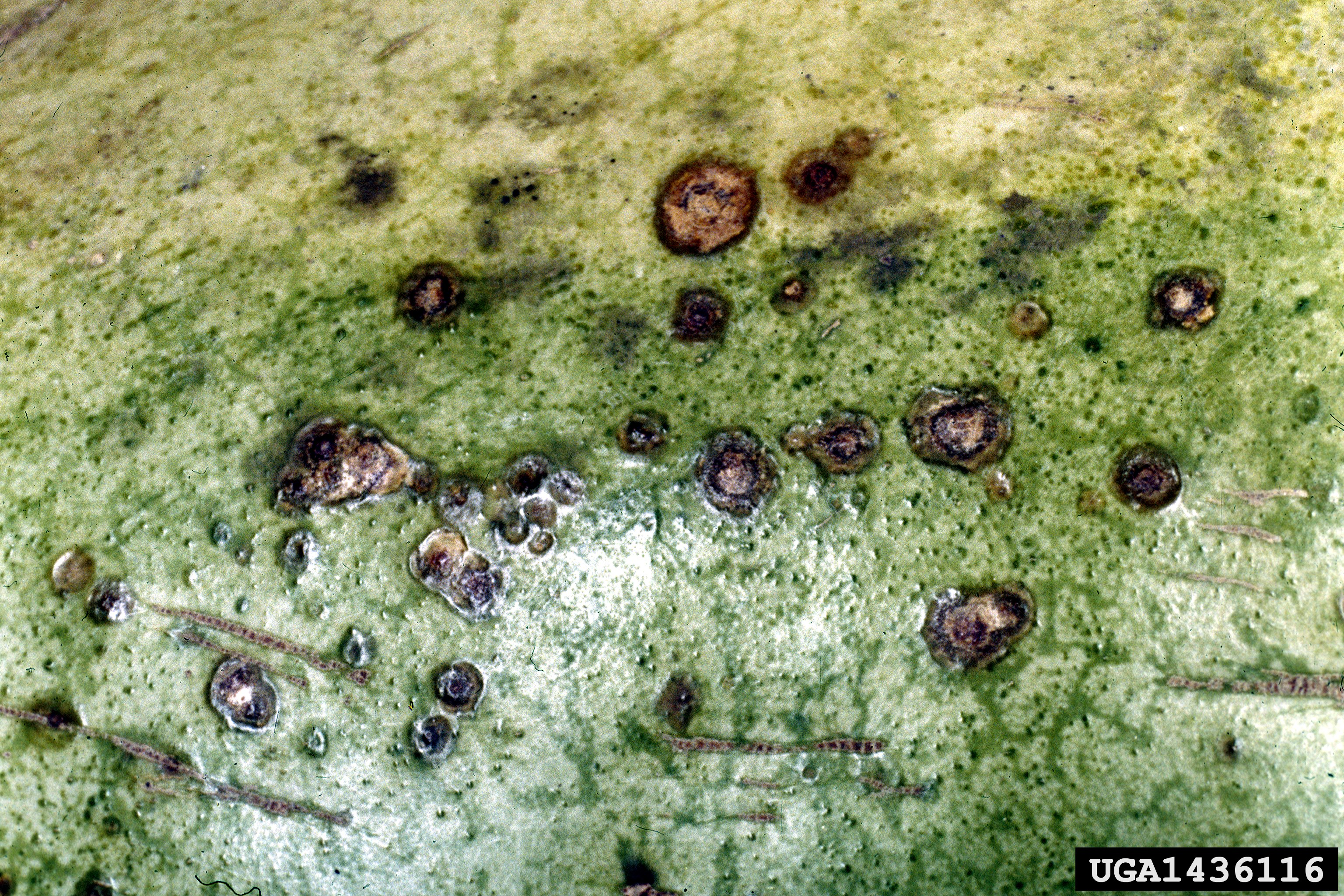
Didymella bryoniae vlekken op een vrucht van watermeloen

Op de bladeren ontstaan vlekken, die zich vanaf de bladrand naar het midden van het blad uitbreiden. De laesies groeien zeer snel en kunnen in 12 uur uitgroeien tot 5 mm grote vlekken. De vlekken sterven af en kleuren bruin tot lichtbeige; ze worden naar de bladrand lichter en drogen steeds verder in. Tussen het zieke en gezonde weefsel is het blad mat en donkergroen. In de vlekken ontstaan in het begin in een ring gerangschikte pycnidiën en pseudotheciën als zwarte kleine puntjes. Op de stengels komen vergelijkbare symptomen voor. Op de hoofdstengels onderaan en bij de zijscheuten op de vertakkingsplaatsen. Later kan de stengel rondom aangetast worden en gaat de plant slap hangen of sterft af. De stengel krijgt een gomachtige consistentie. Op de stengel kunnen gele, transparante, gomachtige uitscheidingen gevormd worden, die als opgedroogde druppels blijven zitten.

## Antagonisten
Trichoderma longibrachiatum is een antagonist die de hyfen van Didymella bryoniae parasiteert, waardoor de schimmel sterk verzwakt.
Ook de bacteriën Pseudomonas chlororaphis, Lysobacter gummosus, Paenibacillus polymyxa en Serratia plymuthica kunnen door antagonisme de groei van de schimmel remmen.

## Mycologische geschiedenis
De anamorfe vorm werd in 1823 door Elias Magnus Fries in zijn Systema mycologicum als Sphaeria cucurbitacearum voor het eerst beschreven. In 1884 plaatst Pier Andrea Saccardo de schimmel in het geslacht Phoma. In 2010 bleek de anamorfe vorm van de schimmel naar aanleiding van DNA-sequentieonderzoek door Aveskamp, Gruyter en Verkley te behoren tot het geslacht Stagonosporopsis.
Bernhard Auerswald publiceerde de eerste beschrijving van de teleomorfe vorm in 1869 in zijn werk Mycologia europaea. Abbildungen sämmtlicher Schwämme Europas, dat hij samen met Ludwig Rabenhorst schreef. De lithografische afbeeldingen werden gemaakt door Wilhelm Gonnermann. Hij gaf de soort de naam Sphaerella bryoniae. Het soortsepitheton bryoniae koos hij vanwege de naam van de waardplant, een Bryonia sp., waar hij de schimmel van isoleerde. Een jaar later beschreef Leopold Fuckel dezelfde soort onder de naam Sphaeria bryoniae in de Jahrbüchern des Nassauischen Vereins für Naturkunde. In 1880 deelde Heinrich Rehm de schimmel in bij het juiste geslacht Didymella.